# 輻散
輻散 （英語：divergence）是指空氣從中心擴散的現象，通常在高壓區發生。它的形成原因和輻合（convergence）的機制相似，只是方向相反。在高壓區，空氣由中心向外擴散，形成輻散現象。相反，在低壓區，空氣會向中心輻合，形成輻合現象。